# Phil Goss
Phil Goss (ur. 5 marca 1969 w Stillwater) – prezenter TVN Lingua.
Jest absolwentem Wabash College, gdzie studiował politologię oraz retorykę.
Przyjechał do Polski w 1991 r. jako wolontariusz z programu WorldTeach z Harvard University, by uczyć języka angielskiego w I Liceum Ogólnokształcącym w Malborku.
W 1992 przeprowadził się do Gdańska, gdzie uczył języka angielskiego w II Liceum Ogólnokształcącym w Sopocie oraz na Uniwersytecie Gdańskim. Później wykładał na Wydziale Politologii. Prowadził audycję w Radiu ARnet pt. „ARnet Amerika” i był DJ-em w klubie studenckim „Żak”. Współpracował z zespołem Blenders w latach 1995, 1996, 1997 i 2008. Pracował także w Ernst & Young i Polskim Stowarzyszeniu Budowniczych Domów, gdy studiował na uczelni Gdańska Fundacja Kształcenia Menedżerów, gdzie ukończył studia MBA.
Na czas od 1998 do 2002 wrócił do Stanów, gdzie pracował jako wykładowca marketingu, zarządzania, politologii i retoryki na University of Southern Indiana w miejscowości Evansville w stanie Indiana. Studiował na kierunku doktoranckim w Kelley School of Business na Indiana University w miejscowości Bloomington, lecz nie ukończył studiów.
Wrócił do Polski jako wicekonsul w Ambasadzie Amerykańskiej w 2002 i 2003. W roku akademickim 2003/2004 był ponownie wykładowcą na Uniwersytecie Gdańskim, lecz zdecydował zamieszkać w Warszawie na stałe w 2003. Uczył wtedy w International American School na Kabatach przez rok i od tego czasu uczy menedżerów i dyrektorów warszawskich.
W 2006 oraz w 2008 był gościem programu „Europa da się lubić” na TVP2. Występował kilka razy w innych programach telewizyjnych, m.in. „Kawa czy herbata?” i „Dzień dobry TVN”. Po krótkim kontrakcie za granicą w Rijadzie w Arabii Saudyjskiej, pracował w TVN Lingua jako prowadzący programów oraz jako lektor w języku angielskim. Jego programy to: „Spikerzy z licencją do nauczania”, „Chatter Box”, „Therapidiom”, „Slanguage” i „Bobby the Snail”. Udziela swojego głosu także w MTV Europe, VH1 Europe i MTV HD Europe. W sezonie 2008/2009 występował w programach Londyńczycy, Jaka to melodia?, Europa da się lubić oraz Barwy szczęścia w TVP1.

## Filmy
- Ukryta gra – barman, reż. Łukasz Kośmicki (2019)
- Pod Mocnym Aniołem – Silvergold, reż. Wojciech Smarzowski (2014)
- Essential Killing – lekarz wojskowy, reż. Jerzy Skolimowski (2010)
- Milczenie jest złotem – Bruno (2010)
- Trick – Analityk CIA (2010)
- Randka w ciemno – Anglik nr 3 (2010)
- Hindenburgh: The Untold Story – Col. South Trimble [Jr.] (2007)
- A Griot’s Story – lektor (2007)
- Surviving the Quake – policjant (2005)
- Solidarność: Bilans dwóch dekad – lektor w wersji angielskiej (2004)

## Książki
- A Handbook of American English Pronunciation; Widawski, Maciej i Phillip Goss. (Gdańsk: Wydawnictwo Uniwersytetu Gdańskiego, 1995)
- Słownik slangu i potocznej angielszczyzny; Widawski, Maciej, ed. Phillip Goss. (Gdańsk: Wydawnictwo L&L, 1997)
- The Polish-American Dictionary of Slang and Colloquialisms; Widawski, Maciej, ed. Phillip Goss. (Nowy Jork: Hippocrene, 1997)
- Earnings and Stock Returns: Evidence from the Warsaw Stock Exchange; Jermakowicz, Ewa i Phillip Goss. (International Business Practices, 2000. The Academy of Business Administration, pp. 202–207)
- Słownik Angielszczyzny Brytyjskiej; Widawski, Maciej, ed. Phillip Goss. (Warszawa: Ex Libris, 2004)
- Słownik Angielszczyzny Amerykańskiej; Widawski, Maciej, ed. Phillip Goss. (Warszawa: Ex Libris, 2004)
- Black Lexicon: Leksyka angielszczyzny afroamerykańskiej; Widawski, Maciej i Małgorzata Kowalczyk, ed. Phillip Goss. (Gdańsk: Wydawnictwo Uniwersytetu Gdańskiego, 2012)